# Šimon Mareček
Šimon Mareček (* 19. února 2002 Nové Město na Moravě) je český dorostenecký reprezentant v orientačním běhu. Jeho největším úspěchem je titul dorosteneckého mistra a vicemistra Evropy v orientačním běhu ve štafetách a ve sprintu na dorosteneckém mistrovství Evropy 2018, které se konalo v bulharském Velikém Tarnovu. V současnosti běhá za český klub OK Lokomotiva Pardubice.
Roku 2019 se stal Sportovcem kraje Vysočina v kategorii Juniorů.

## Sportovní kariéra

### Umístění na MED
| Přehled úspěchů na Mistrovství Evropy dorostu | Přehled úspěchů na Mistrovství Evropy dorostu | Přehled úspěchů na Mistrovství Evropy dorostu | Přehled úspěchů na Mistrovství Evropy dorostu | Přehled úspěchů na Mistrovství Evropy dorostu |
| Mistrovství Evropy dorostu                    | Sprint                                        | Long                                          | Štafety                                       |                                               |
| --------------------------------------------- | --------------------------------------------- | --------------------------------------------- | --------------------------------------------- | --------------------------------------------- |
| Veliko Tarnovo 2018                           | 2. místo                                      | 27. místo                                     | 1. místo                                      |                                               |

### Umístění na SPD
| Přehled úspěchů na Středoevropském poháru dorostu | Přehled úspěchů na Středoevropském poháru dorostu | Přehled úspěchů na Středoevropském poháru dorostu | Přehled úspěchů na Středoevropském poháru dorostu | Přehled úspěchů na Středoevropském poháru dorostu |
| Středoevropský pohár dorostu                      | Sprint                                            | Middle                                            | Long                                              | Štafety                                           |
| ------------------------------------------------- | ------------------------------------------------- | ------------------------------------------------- | ------------------------------------------------- | ------------------------------------------------- |
| Csákvár 2018                                      | X                                                 | 3. místo                                          | 4. místo                                          | 3. místo                                          |
| Sobótka 2017                                      | 2. místo                                          | 4. místo                                          | X                                                 | 2. místo                                          |